# Судова реформа в Україні
Судова реформа в Україні – сукупність законодавчих, інституційних та кадрових змін, спрямованих на покращення Судової системи України.
Реформу було розпочато у 2014 році після Революції гідності та позачергових виборів Президента України. Мета реформи – привести судочинство України до європейських стандартів та забезпечити захист прав, свобод та законних інтересів громадян шляхом своєчасного, ефективного і справедливого вирішення правових спорів на засадах верховенства права..

## Передумови
Після набуття Україною незалежності в 1991 році перед владою постало завдання демонтувати застарілу радянську судову систему і створити нову, яка б базувалася на принципах верховенства права та захисту прав і свобод громадян. В 1992 році було прийнято Концепцію судово-правової реформи, в 1994 році – Закон «Про статус суддів». В 1996 році Верховна Рада затвердила Конституцію України, яка закріплювала розподіл державної влади на три гілки: законодавчу, виконавчу та судову.
В цілому початковий період реформ характеризувався закріпленням базових світових стандартів незалежності суддів і самостійності судової влади в Україні. Але незважаючи на позитивні законодавчі зміни, ідея побудови незалежної судової системи фактично ігнорувалася вищими органами влади. Політичні сили використовували суди у власних інтересах, в системі процвітала корупція, а судова влада стала фінансово залежною від виконавчої влади..
Соціологічні опитування суддів, адвокатів та прокурорів показували суттєве зниження довіри до українських судів. Якщо з 1991 по 1996 рік показник незалежності судової влади зріс з 66% до 78%, то з 2002 по 2009 рік він впав з 74% до 40%.
В період президентства Віктора Януковича репутація судової системи України суттєво погіршилася через гучні справи політиків, опозиційних до діючої влади – передусім Юлії Тимошенко та Юрія Луценка. Оскільки найбільш суперечливі рішення приймав Печерський районний суд міста Києва, в Україні поширилася ідіома «печерське правосуддя», яка означала винесення несправедливих, політично мотивованих вердиктів.
Особливо жорстка критика лунала з боку правозахисних організацій. Так, у доповіді Human Rights Watch за 2011 рік зазначалося, що «обвинувальний вирок Юлії Тимошенко, а також арешти і суди щодо інших колишніх урядовців підривали довіру до незалежності суду».

## Початок реформи
В травні 2014 року президентом України було обрано Петра Порошенка, в передвиборчій програмі якого реформування судової системи визначалося як одне з ключових завдань. Головою Адміністрації Президента було призначено Бориса Ложкіна, екс-співвласника Українського Медіа Холдингу (УМХ). Його заступником став Олексій Філатов, партнер юридичної фірми «Василь Кисіль і Партнери», який спеціалізувався на вирішенні інвестиційних, корпоративних і банківських спорів. В 2013 році Філатов займався юридичним супроводом угоди з продажу УМХ.
Головним завданням Олексія Філатова на державній службі стало забезпечення проведення судової реформи. Він виступав координатором Ради з питань судової реформи – консультативно-дорадчого органу при президенті України. До її складу увійшли міністри, голови судів, юристи, правозахисники, науковці, громадські діячі.
Завданнями Ради стали: підготовка пропозицій щодо стратегії реформування судоустрою та судочинства; налагодження взаємодії державних органів, громадянського суспільства та міжнародних організацій з питань підготовки судової реформи; моніторинг впровадження та аналіз ефективності реформи; інформування громадськості та міжнародної спільноти про хід реформи.

## Зміни до Конституції та законів України
Судова реформа вимагала внесення змін до Конституції України, а також до низки законів, пов’язаних із системою судочинства. Розробкою змін до Основного Закону зайнялася Конституційна Комісія, створена указом президента в квітні 2015 року. У складі комісії працювали понад 60 осіб: юристи, науковці, народні депутати, громадські діячі. Конституційні зміни розроблялися у співробітництві з Венеціанською комісією.
2 липня 2016 року Верховна Рада прийняла зміни до Конституції: їх підтримали 335 депутатів при необхідному мінімумі в 300 голосів. Також цього дня було прийнято Закон «Про судоустрій і статус суддів».
Серед інших законів, прийнятих в рамках судової реформи – Закон «Про внесення змін до Господарського процесуального кодексу України, Цивільного процесуального кодексу України, Кодексу адміністративного судочинства України та інших законодавчих актів», Закон «Про забезпечення права на справедливий суд», Закон «Про вищу раду правосуддя» та ряд інших. Очікується прийняття закону «Про адвокатуру і адвокатську діяльність».

## Деполітизація
Важливим кроком реформи стало усунення Верховної Ради від питань призначення та звільнення суддів. Ці повноваження поклали на Вищу раду правосуддя – незалежний орган судової влади.
Вища рада правосуддя складається з 21 члена. Десятьох з них обирає з'їзд суддів України з числа суддів чи суддів у відставці, двох — призначає Президент України, двох — обирає Верховна Рада України, двох — обирає з'їзд адвокатів України, двох — обирає всеукраїнська конференція прокурорів, двох — обирає з'їзд представників юридичних вищих навчальних закладів та наукових установ. Голова Верховного Суду входить до складу Вищої ради правосуддя за посадою.
Згідно закону, Вища рада правосуддя вносить подання про призначення судді на посаду; ухвалює рішення стосовно порушення суддею чи прокурором вимог щодо несумісності; забезпечує здійснення дисциплінарним органом дисциплінарного провадження щодо судді; ухвалює рішення про звільнення судді з посади; надає згоду на затримання судді; вживає заходів щодо забезпечення авторитету правосуддя та незалежності суддів.

## Трирівнева судова система
Судову систему України скоротили до трьох рівнів. Перший рівень – місцеві та окружні суди, другий – апеляційні суди, третій – Верховний Суд. До реформи існував ще один рівень – вищі спеціалізовані суди, які займали місце між апеляційними судами та Верховним Судом. Цей рівень було скасовано. Ліквідації підлягали Вищий спеціалізований суд України з розгляду цивільних і кримінальних справ, Вищий господарський суд України та Вищий адміністративний суд України.
Верховний Суд підлягав суттєвій реорганізації. Було змінено його кадровий склад: вперше в історії незалежної України до складу Верховного Суду увійшли вчені, адвокати і правозахисники. Їх вперше відбирали на відкритому конкурсі, який тривав майже рік.
Також в рамках реформи були створені спеціалізовані суди: Вищий суд з питань інтелектуальної власності та Вищий антикорупційний суд.

## Кваліфікаційне оцінювання суддів
Ініціатори реформи приділяли велику увагу кадровому питанню з метою подолати корупцію серед суддів та підвищити довіру населення до представників цієї професії. Судді були позбавлені повного імунітету, який ставав на перешкоді притягненню їх до відповідальності за порушення законодавства та принципів справедливого правосуддя. Вперше в історії України на посади суддів змогли претендувати адвокати та науковці.
Кожен суддя мав пройти процедуру кваліфікаційного оцінювання – це стосувалося як нових кандидатів на посади в судах, так і тих суддів, що вже працювали в судовій системі до початку реформи. Для цього було створено спеціальний орган – Вищу кваліфікаційну комісію суддів. До нього увійшли судді, адвокати та науковці.
Для залучення громадськості до процесу оцінки суддів було утворено Громадську раду доброчесності. Її мета – сприяти Вищій кваліфікаційній комісії суддів у встановленні відповідності кандидатів на посаду суддів критеріям професійної етики та доброчесності.
Комісія перевіряє кандидатів по декількох параметрах: професійна компетенція, доброчесність, професійна етика, психологічна стійкість. Щоб уникнути упереджених оцінок, кожному кандидату під час письмового іспиту присвоюють унікальний код, і екзаменатори не знають, чию роботу перевіряють. Усні співбесіди з кандидатами транслюються в прямому ефірі.
Масштабне оцінювання викликало неоднозначну реакцію з боку суддів. Близько 2 тис з них звільнилися з судової системи ще до початку процедури оцінювання. Виникла проблема нестачі кадрів, яку Вища кваліфікаційна комісія планує вирішити протягом наступної хвилі оцінювання. Окрім судів першої інстанції, комісія проводить відбір кандидатів до Верховного суду та Вищого антикорупційного суду.

## Інші пункти реформи
Введено «адвокатську монополію»: представляти інтереси громадян в судах мають право лише адвокати, а не будь-які юристи.
Реформа передбачає поступовий перехід від паперового до електронного судочинства. Суди мають проводити розгляд справ виключно за матеріалами в електронній формі. Паперові матеріали розглядаються лише у разі технічної неможливості електронного судочинства.
Верховний Суд отримає право прийняття «зразкових рішень», які мають враховуватися судами нижчих інстанцій при розгляді схожих позовів. Це має знизити навантаження на суди та сприяти швидкому розгляду однотипних справ.

## Оцінки реформи
Опитування, проведене у вересні 2017 року рамках проекту USAID, виявило відносно позитивне ставлення до судової системи України. З точки зору юристів судова система отримала найвищий рівень довіри з усіх органів влади – 38%. Для порівняння: парламенту і уряду довіряли лише 12% юристів. Рівень довіри до судів серед звичайних громадян з 2015 по 2017 рік зріс з 5% до 12%, тоді як парламенту та уряду в 2017 році довіряли 8% і 10%.
Голова Венеціанської комісії Джанні Букіккіо порівняв судову реформу в Україні з революцією Миколая Коперніка в науці. 
Сам куратор судової реформи Олексій Філатов задоволений її ходом, але разом з тим підкреслює, що для справедливого судочинства лише її однієї буде замало. За його словами, потрібно також провести реформи прокуратури, адвокатури та юридичної освіти.